# Booth Gardner
William Booth Gardner (21 août 1936 - 15 mars 2013) est un homme politique américain qui est le 19e gouverneur de Washington de 1985 à 1993. Il est également ambassadeur du GATT. Membre du Parti démocrate, Gardner est auparavant sénateur d'État, représentant le 26e district de 1971 à 1973, et le directeur exécutif du comté de Pierce avant son mandat de gouverneur.

## Jeunesse et début de carrière
Né à Tacoma, Gardner fréquente le Clover Park Junior High à Lakewood avant d'obtenir son diplôme de la Lakeside School à Seattle. Ses parents divorcent alors qu'il est très jeune ; grâce au remariage de sa mère, il devient l'héritier de la fortune Weyerhaeuser. Sa mère et sa sœur cadette sont mortes dans un accident d'avion alors qu'il a 14 ans,,,.
Gardner est diplômé de l'Université de Washington et de la Harvard Business School. Son beau-père Norton Clapp, est l'un des propriétaires originaux du Seattle Space Needle. Booth est copropriétaire des Tacoma Tides, qui jouent pendant un an dans l'American Soccer League en 1976. Il est également entraîneur de football à temps partiel pour diverses équipes, dont les Tacoma Cozars. En 1978, il est copropriétaire de la franchise des Colorado Caribous en NASL avec Jim Guercio (en).

## Gouverneur de Washington (1985-1993)
Lors des primaires démocrates pour le poste de gouverneur en 1984, Gardner bat Jim McDermott. Lors des élections générales, il détrône le républicain sortant John Spellman, qui n'a effectué qu'un seul mandat. Gardner est facilement réélu pour un second mandat en 1988 contre le représentant de l'État Bob Williams et choisit de ne pas briguer un troisième mandat en1992.
En tant que gouverneur, Gardner promulgue une loi sur les soins de santé qui fournit une assurance médicale d'État aux travailleurs pauvres. Il contribue à l'élaboration de politiques d'utilisation des terres et de gestion de la croissance qui font du Washington un des premiers leaders environnementaux, oriente des centaines de millions de dollars de dépenses supplémentaires vers les universités d'État, augmente les tests standardisés dans l'éducation publique et améliore les protections juridiques pour les homosexuels.
Le 21 mars 1992, Gardner signe une mesure interdisant la vente de musique « obscène » aux mineurs dans l'État de Washington. La loi entre en vigueur le 11 juin de cette année-là et rend les disquaires et leurs employés pénalement responsables de la vente de cette musique à toute personne de moins de 18 ans.

## Fin de carrière
Un an après avoir quitté ses fonctions, Gardner est diagnostiqué avec la maladie de Parkinson. En 2006, il annonce son soutien au suicide assisté. En 2008, il dépose et mène avec succès la campagne pour l'Initiative 1000, la loi sur la mort dans la dignité de l'État de Washington, qui s'inspire étroitement de la loi sur l'aide médicale à mourir de l'Oregon. Il reste impliqué dans la mise en œuvre de la loi.
En 2009, The Last Campaign of Governor Booth Gardner, un court métrage documentaire, est produit par Just Media et HBO, relatant la campagne Initiative 1000. Le film est nommé pour un Oscar du meilleur court métrage documentaire.
Gardner est décédé de la maladie de Parkinson à l'âge de 76 ans à son domicile de Tacoma le 15 mars 2013.